# 愛媛県立八幡浜工業高等学校
愛媛県立八幡浜工業高等学校（えひめけんりつやわたはまこうぎょうこうとうがっこう）は、愛媛県八幡浜市にある公立工業高等学校である。

## 設置学科
- 機械土木工学科
- 電気技術科

## 沿革
- 1962年
  - 2月 - 愛媛県立八幡浜工業高等学校が設立認可される。
  - 4月 - 機械科、電気科、工業化学科の3科で開講第一回入学式を挙行。
- 1974年4月 - 土木科新設。
- 1986年4月 - 情報技術科新設。
- 2000年4月 - 工業化学科募集停止。
- 2002年3月 - 工業化学科廃止。
- 2006年4月 - 電気科、情報技術科が募集停止、2科を統合、電気技術科に名称変更。
- 2008年3月 - 電気科、情報技術科廃止。
- 2014年4月 - 機械土木工学科新設
- 2015年3月 - 機械科、土木科廃止

## 出身有名人
- 河埜和正（元プロ野球選手、読売ジャイアンツ）
- 河埜敬幸（元プロ野球選手、南海ホークス）
- 酒井増夫（元プロ野球選手、大阪近鉄バファローズ）
- 山部太（元プロ野球選手、東京ヤクルトスワローズ）
- 森岡茂（元プロサッカー選手、サッカー指導者、FC大阪監督）
- 兵頭由教（サッカー選手）
- 佐藤辰男（元サッカー選手）

## アクセス
- JR予讃線八幡浜駅 徒歩約15分